# Argyrostola ruficostalis
Argyrostola ruficostalis là một loài bướm đêm trong họ Crambidae.